# Giuseppe Scopelliti
Giuseppe Scopelliti (né le 21 novembre 1966 à Reggio de Calabre) est un homme politique italien, membre du Peuple de la liberté jusqu'au 15 novembre 2013 puis du Nouveau Centre-droit.

## Biographie
Maire de Reggio de Calabre entre 2002 à 2010.
Giuseppe Scopelliti est le président de la région Calabre du 30 mars 2010 au 28 mars 2014.
Il a fait partie du Mouvement social italien, néo-fasciste. Le 27 mars 2014, il est condamné par le tribunal de Reggio de Calabre à six ans de prison en tant qu'ancien maire de sa ville natale et à l'interdiction définitive de fonctions publiques. Le lendemain il annonce qu'il démissionne de ses fonctions de président de région. Le 4 mars 2018, la Cour de cassation le condamne définitivement à 4 ans et 7 mois de prison pour la même affaire.